# Heinrich Amadeus Wolff

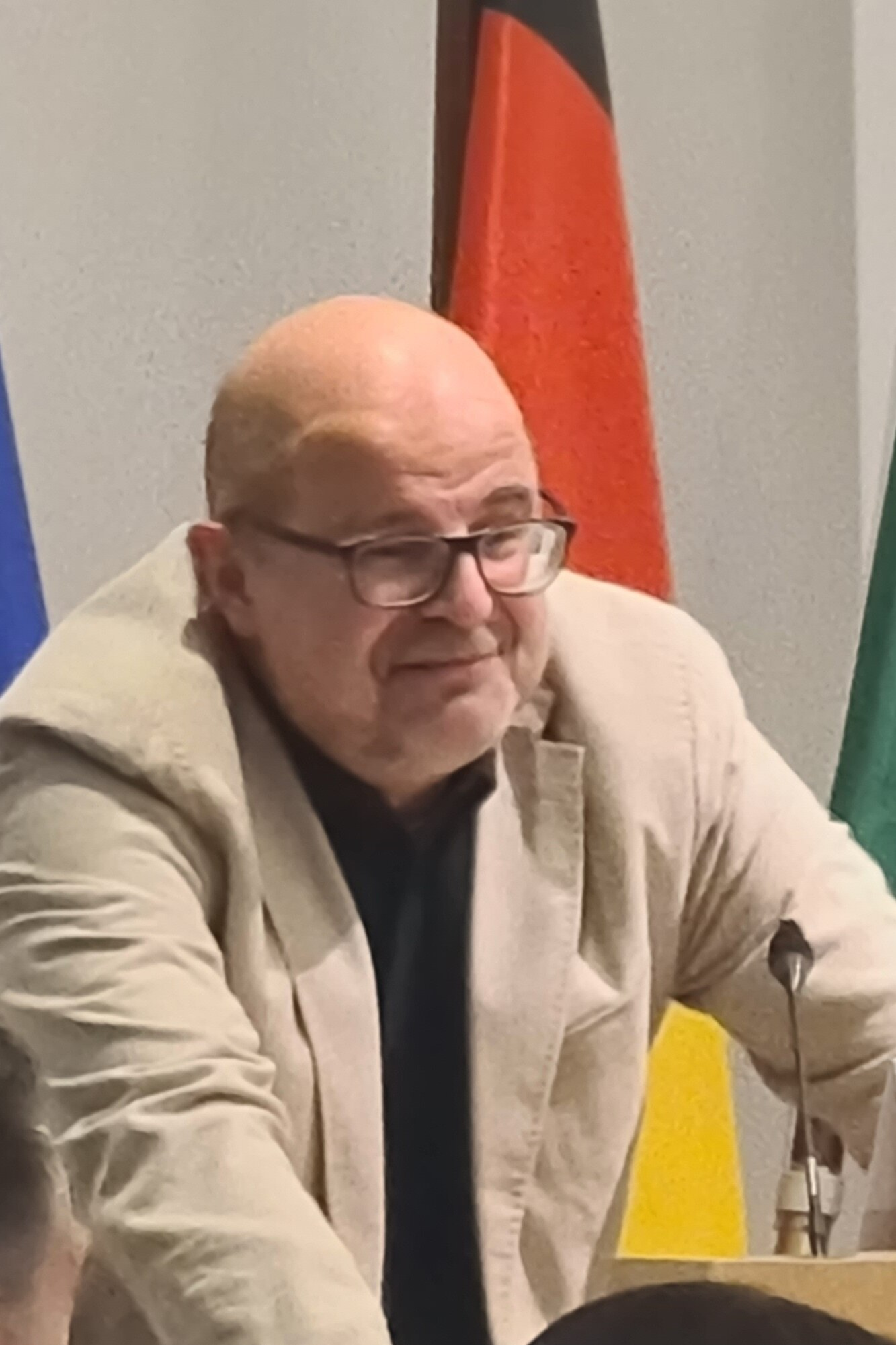
Wolff bei der Festveranstaltung „40 Jahre Volkszählung, 40 Jahre informationelle Selbstbestimmung“ (2023)

Heinrich Amadeus Wolff (* 25. Juni 1965 in Heidelberg) ist ein deutscher Rechtswissenschaftler und seit dem 3. Juni 2022 Richter des Bundesverfassungsgerichts. Er hat seit 2014 den Lehrstuhl für Öffentliches Recht, Recht der Umwelt, Technik und Information an der Universität Bayreuth inne.

## Leben
Wolff ist der Sohn des Rechtswissenschaftlers Ernst Amadeus Wolff. Nach seinem Abitur 1985 in Darmstadt auf dem Ludwig-Georgs-Gymnasium studierte Wolff von 1985 bis 1990 Rechtswissenschaften an den Universitäten Regensburg, Tübingen, Bonn, Freiburg und Heidelberg. Von 1990 bis 1993 war er als Hilfskraft bzw. wissenschaftlicher Mitarbeiter auf geteilter Stelle bei Eberhard Schmidt-Aßmann in Heidelberg tätig. Seine Staatsexamina legte er 1991 in Heidelberg und – nach dem Referendariat – 1994 in Stuttgart ab.
Ab 1994 war Wolff als wissenschaftlicher Mitarbeiter am Bundesverfassungsgericht bei Richter Paul Kirchhof tätig, zudem war er von 1994 bis 1999 wissenschaftlicher Mitarbeiter bzw. Assistent bei Helmut Quaritsch an der Deutschen Hochschule für Verwaltungswissenschaften Speyer. 1996 promovierte er dort mit einer Arbeit über das Verbot des Zwangs zur aktiven Mitwirkung am eigenen Strafverfahren und seine Ausstrahlungswirkung auf die gesetzlichen Mitwirkungspflichten des Verwaltungsrechts zum Doktor der Verwaltungswissenschaften (Dr. rer. publ.). Von 1996 bis 1998 war er dort auch als Lehrbeauftragter tätig. 1998 erfolgte mit der Schrift Ungeschriebenes Verfassungsrecht unter dem Grundgesetz seine Habilitation für die Fächer Staats- und Verwaltungsrecht, ebenfalls an der DHV Speyer. Von 1998 bis 2000 arbeitete Wolff als Referent im Bundesministerium des Innern. 
Nach einem Lehrauftrag an der Universität Potsdam im Wintersemester 1998/99 wurde er im Herbst 2000 als Nachfolger von Hans-Ullrich Gallwas auf die C3-Professur für Staats- und Verwaltungsrecht an der Ludwig-Maximilians-Universität München berufen. Zum Wintersemester 2006/07 folgte er einem Ruf auf den Lehrstuhl für öffentliches Recht, insbesondere Staatsrecht und Verfassungsgeschichte an der Europa-Universität Viadrina in Frankfurt (Oder), wo er die Nachfolge von Alexander von Brünneck antrat. Von 2008 bis 2009 war Wolff Pro- und Studiendekan der Juristischen Fakultät der Viadrina. Als Sachverständiger Zeuge wurde er von den NSU-Untersuchungsausschüssen des Bundestages und der Landtage von Sachsen, Baden-Württemberg und Brandenburg befragt. Im Wintersemester 2012/13 war er Gastprofessor an der Law School des Trinity College in Dublin. Er war 2013 Mitglied der Regierungskommission des Bundes zur Überarbeitung der Sicherheitsgesetze. 
Seit dem Sommersemester 2014 ist Wolff Inhaber des Lehrstuhls für öffentliches Recht, Recht der Umwelt, Technik und Information an der Universität Bayreuth. Zudem war er bis 2022 Geschäftsführender Vorstand des Bayreuther Arbeitskreises für Informationstechnologie und Recht. Von 2017 bis 2019 war er überdies Geschäftsführender Direktor der Forschungsstelle Nachhaltige Rechtsentwicklung der Universität Bayreuth.
Am 2. Juni 2022 wählte der Bundestag Wolff zum Richter des Bundesverfassungsgerichts als Nachfolger von Andreas Paulus. Die FDP hatte Wolff zuvor nominiert. Er wurde schließlich am 3. Juni 2022 von Bundespräsident Frank-Walter Steinmeier ernannt. Im Ersten Senat ist Wolff für das Sozialrecht und die Kunstfreiheit zuständig.
Nach seiner Wahl entstand die ungewöhnliche Situation, dass er in den Senat gewählt wurde, der über eine Verfassungsbeschwerde bezüglich des Tierarztvorbehalts bei Homöopathika für Tiere entschied, die Wolff selbst deutlich vorher eingereicht hatte und über die zum Zeitpunkt seiner Ernennung zwar schon anberaten, aber noch nicht entschieden war. Bei den Beratungen zu der Beschwerde nahm er nicht teil und stimmte auch nicht ab. Seine Kollegen gaben der Beschwerde einstimmig statt. Im Zusammenhang mit einem späteren Verfahren zu dem Bundeskriminalamtgesetz prüfte der Erste Senat ohne Wolff ausführlich, inwiefern dessen vorausgehende Tätigkeit als Hochschullehrer, Kommentator, Sachverständiger, Gutachter und Verfahrensbevollmächtigter auf dem Gebiet des Sicherheitsrechts die Besorgnis der Befangenheit begründen könnte.

## Forschungsinteressen
Nach seiner eigenen Präsentation liegen seine Forschungsinteressen als Rechtswissenschaftler auf der ganzen Breite des Öffentlichen Rechts, mitsamt den inter- und supranationalen Verflechtungen. Wesentliches allgemeines Kennzeichen seiner Forschung ist danach das Bemühen um
- die Wahrung der Einheit der Rechtsordnung,
- die Betonung der Rechtsdogmatik als Bedingung des Freiheitsauftrags des Rechts,
- die Trennung der juristischen von der rechtspolitischen Argumentation,
- die Verbindung von Theorie und Praxis und
- die Betonung des Rechts als Orientierungsmaßstab für eigenverantwortliches Handeln.

Thematisch finden sich Schwerpunkte in den Bereichen des Verfassungsrechts von Bund und Ländern, des Allgemeinen Verwaltungsrechts und Verwaltungsprozessrechts, des Planungs-, Umwelt- und Technikrechts, des Sicherheitsrechts und des öffentlichen Dienstrechts.

## Rechtspraxis und Politikberatung
Wolff trat regelmäßig als Gutachter und Prozessvertreter für den Bund, die Länder und Interessensverbände auf und wurde wiederholt als Sachverständiger in Ausschüssen der Parlamente des Bundes und der Länder gehört. Vor dem Bundesverfassungsgericht war er an mehreren Senatsverfahren als Verfahrensbevollmächtigter für die Antragsteller und als Vertreter für den Bund oder die Länder beteiligt.

## Schriften (Auswahl)
- (Hrsg.) Grundgesetz für die Bundesrepublik Deutschland. Handkommentar. Nomos, Baden-Baden 2018, ISBN 978-3-8487-4815-0.
- mit Josef Franz Lindner, Markus Möstl: Verfassung des Freistaates Bayern. Kommentar, 2. Auflage, C. H. Beck, München 2017, ISBN 978-3-406-68721-1.
- Das Schichtplanmodell der bayerischen Vollzugspolizei im Lichte der europäischen Arbeitszeitrichtlinie. Kovac, Hamburg 2016.
- mit Peter Häberle, Michael Kilian (Hrsg.): Staatsrechtslehrer des 20. Jahrhunderts. Deutschland, Österreich, Schweiz. De Gruyter, Berlin/Boston 2015, 2. Auflage, 2018, ISBN 978-3-11-054145-8.
- Haushaltsentlastung auf Kosten der Beamten im Beitrittsgebiet. Die Anrechnung der Rente auf die Versorgung bei Beamten mit Vordienstzeiten im öffentlichen Dienst im Beitrittsgebiet gem. § 14 Abs. 5 BeamtVG und § 12a BeamtVG. Kovac, Hamburg 2010.
- Die Steuerung der Arzneimittelverordnung des Vertragsarztes durch Therapiehinweise des Gemeinsamen Bundesausschusses. Reichweite und Grenzen nach § 92 Abs. 2 S. 7 SGB V. Kovac, Hamburg 2009.
- Selbstbelastung und Verfahrenstrennung. Das Verbot des Zwangs zur aktiven Mitwirkung am eigenen Strafverfahren und seine Ausstrahlungswirkung auf die gesetzlichen Mitwirkungspflichten des Verwaltungsrechts. Duncker und Humblot, Berlin 1997.